# Marcel Lachiver
Marcel Lachiver, né le 1er juin 1934 à Soisy-sous-Montmorency (Seine-et-Oise) et mort le 7 avril 2008 à Paris 11e, est un historien français, spécialiste du monde rural.

## Biographie
Né en 1934, Marcel Louis Pierre Lachiver, petit-fils de paysans devient instituteur puis maître-assistant à l'université de Paris I et, enfin, professeur d'histoire moderne à l'université de Paris X à Nanterre.
Il a participé aux travaux du Centre de recherches en histoire moderne sous la houlette de Pierre Goubert (1915-2012).
Nommé membre du Comité des travaux historiques et scientifiques en 1977, il est également président de la Société historique et archéologique de Pontoise, du Val-d'Oise et du Vexin de 1975 à 1986 et chroniqueur dans le journal La France agricole.
Marcel Lachiver est mort en avril 2008 à son domicile parisien et a été inhumé le 10 avril à Hardricourt (Yvelines), où il résidait.

## Œuvre
Ses travaux historiques s'inscrivent dans la lignée de l'école des Annales. Il a mené à bien à la fois une œuvre d'historien local et régional, consacrée à Meulan et au pays mantois, d'auteur de manuels scolaires et d'historien de l'agriculture et du monde rural.
Il compose en particulier une Histoire du vignoble français (1988) riche de nombreuses informations sur la vie sociale des vignerons, leurs croyances et leurs représentations, mais également sur les transformations de ce milieu, les changements de cépage, de méthode de vinification ou l'évolution des goûts ainsi que les bouleversements provoqués par le phylloxéra ou l'arrivée du chemin de fer. Quelques années plus tard, il est l'auteur d'une synthèse sur la famine au temps du Roi Soleil (1991), et surtout d'un ouvrage de référence en tant que Dictionnaire du monde rural. Ce dernier est composé de 45 000 entrées dont 7 000 de vocabulaire régional en voie d'extinction. Ces trois ouvrages lui apportent une reconnaissance internationale.

## Principales publications
- Histoire de Meulan et de sa région par les textes (préf. Jacques Levron (1906-2004)), Meulan (Yvelines), Impr. de Persan-Beaumont, 1965, 431 p., 22 cm (OCLC 493869769, BNF 33067996, SUDOC 101895526, présentation en ligne). [compte-rendu] de Jacques Dupâquier (1922-2010).
- La population de Meulan du XVIIe au XIXe siècle (vers 1600-1870), étude de démographie historique (préf. Pierre Goubert (1915-2012), Texte remanié d'une thèse de 3e cycle en histoire présentée en 1968 à Paris 10), Paris, EPHE-SEVPEN, coll. « Démographie et sociétés, Paris  (ISSN 0070-3362), no 13 », 1969, 339 p., 24 cm (OCLC 1063853128, BNF 35275483, SUDOC 001976540, présentation en ligne, lire en ligne sur Gallica ). [compte-rendu] de Jacques Dupâquier.
- Histoire de Mantes et du Mantois à travers Chroniques et Mémoires, des origines à 1792, Meulan, coll. « Collection de travaux et de documents pour servir à l'histoire du Mantois et du Vexin, no 1 », 1971, 506 p., 25 cm (OCLC 1008370836, BNF 35250881, SUDOC 001943006, présentation en ligne).
- 2000 ans d'histoire de France (ill. Jean-François Arrigoni Neri (1937-2014), Jean Retailleau (1934-2015) et Michel Pelfrène), Paris, Hachette (réimpr. 1979) (1re éd. 1976), 156 p., 29 cm (ISBN 2-01-001837-0, BNF 34696724).
- M. Lachiver, Paul Rivière (1924-) et Roland Vasseur (1920-1995) (photogr. Daniel Patry), Le Vexin français à travers les âges : documents à l'usage des classes, Pontoise, Centre d'animation pédagogique et d'audio-visuel de la région de Pontoise (Groupe scolaire des Cordeliers), coll. « Collection de travaux et de documents pour servir à l'histoire du Mantois et du Vexin, no 3 », 1979, 154 p., 25 cm (OCLC 165027316, BNF 36604945, SUDOC 006553419, présentation en ligne).
- Vin, vigne et vignerons en région parisienne du XVIIe au XIXe siècle (préf. Pierre Goubert, Texte remanié d'une thèse d'État en lettres et sciences humaines présentée en 1981 à l'Université Paris-Sorbonne), Pontoise (Val-d'Oise), Société historique et archéologique de Pontoise, du Val-d'Oise et du Vexin, 1982, 957 p., 25 cm (OCLC 1331901247, BNF 34687288, SUDOC 000525103, présentation en ligne).
- Vins, vignes et vignerons : histoire du vignoble français, Paris, Fayard, coll. « Les Nouvelles études historiques  (ISSN 0292-4250) » (réimpr. 1997, 2002 et 2006) (1re éd. 1988), 714 p., 24 cm (ISBN 2-213-02202-X, OCLC 1009526785, BNF 34953660, SUDOC 001274856, présentation en ligne). [compte-rendu] de Laurent Feller et Françoise Hildesheimer.
- Les années de misère : la famine au temps du Grand Roi, 1680-1720, Paris, Fayard (réimpr. 2001, 2005, 2008 et 2022) (1re éd. 1991), 573 p., 24 cm (ISBN 2-213-02799-4, OCLC 1023919145, BNF 36652099, SUDOC 002390248, présentation en ligne). [compte-rendu] de Jacques Dupâquier.
- Dictionnaire du monde rural : les mots du passé (ill. Perrine Mane), Paris, Fayard (réimpr. 2006) (1re éd. 1997), 1766 p., 25 cm (ISBN 2-213-59587-9, OCLC 470665216, BNF 36186066, SUDOC 00426570X, présentation en ligne)[3],[4].
- Par les champs et par les vignes, Paris, Fayard, 1998, 359 p., 24 cm (ISBN 2-213-60112-7, OCLC 1349249834, BNF 36990084, SUDOC 004461142, présentation en ligne). [compte-rendu] d'Édouard Lynch (1967-).
- Une fille perdue (roman historique), Paris, Fayard / Le Livre de poche (réimpr. 2001) (1re éd. 1999), 253 p., 24 cm (ISBN 2-213-60397-9, OCLC 466866563, BNF 37046693, SUDOC 049886940, présentation en ligne).
- Vivre à Hardricourt il y a trois siècles : 1651-1800, Hardricourt, Mairie d'Hardricourt, 2004, 172 p., 30 cm (ISBN 2-9520035-9-9, OCLC 469279602, BNF 39907028, SUDOC 087416662, présentation en ligne).

## Prix
- 1992 : Prix Eugène-Colas (médaille d'argent), de l'Académie française, pour Les Années de misère, La famine au temps du Grand Roi[5].

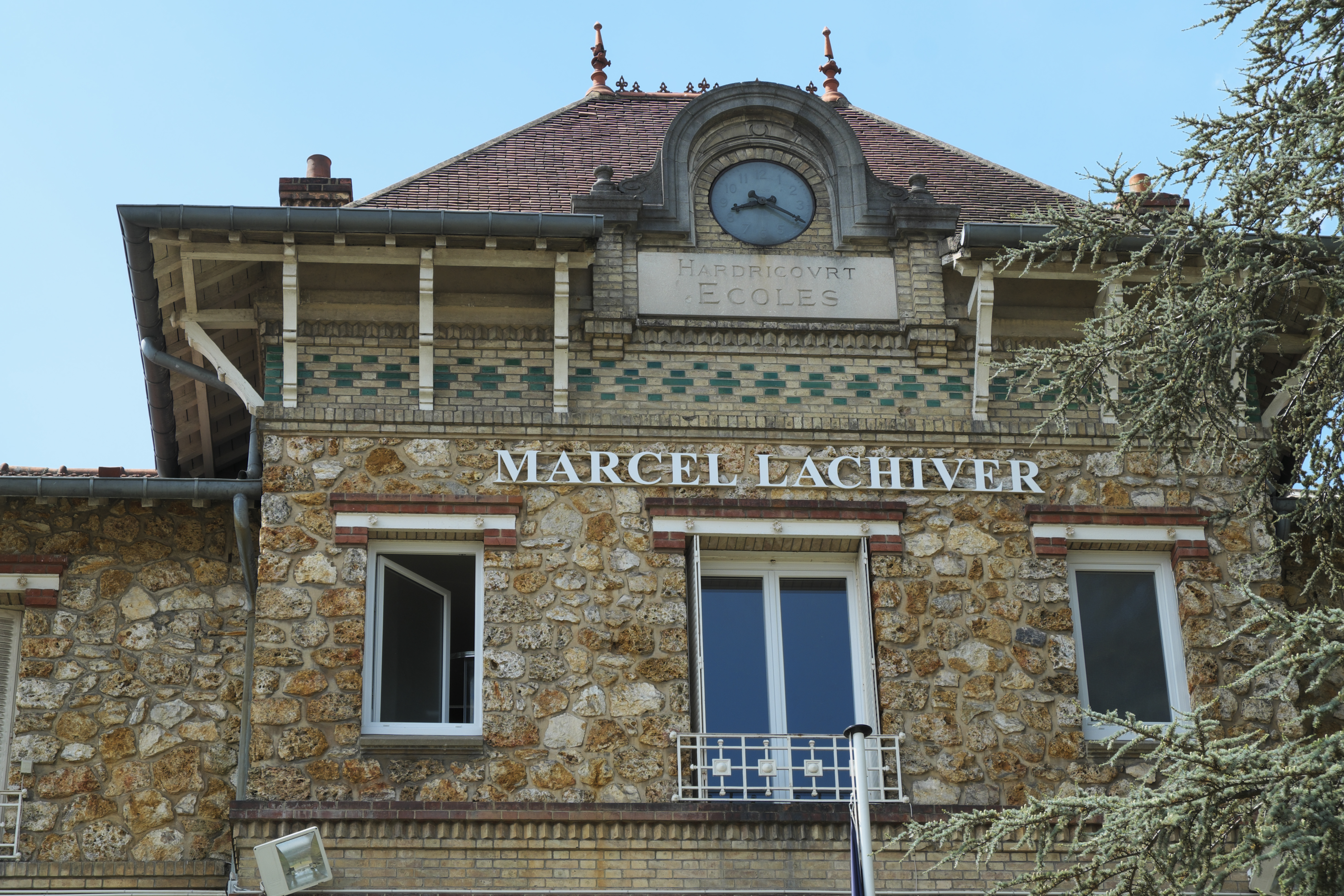
École Marcel Lachiver à Hardricourt.

## Hommage
Le 13 juin 2009, l'école communale « Les Chantereines » d'Hardricourt est renommée « école Marcel Lachiver » en hommage à l'œuvre de l'historien et en remerciement de son dernier ouvrage retraçant l'histoire du village et distribué au profit de la caisse des écoles.

### Note
1. ↑  L'édition de 2006 compte 55 000 entrées, dont 19 000 acceptions régionales.

#### Comptes-rendus
- Andrée Corvol-Dessert (d), « Marcel Lachiver, Dictionnaire du monde rural. Les mots du passé », Histoire, économie et société, Malakoff (Hauts-de-Seine), Armand Colin, no 3,‎ 1998, p. 537-538 (ISSN 0752-5702, lire en ligne, consulté le 3 décembre 2023).
- Gilbert Garrier, « Marcel Lachiver, Dictionnaire du monde rural. Les mots du passé, Paris, Librairie Arthème Fayard, 1997, 1 766 p. », Cahiers d'histoire, Paris, Comité scientifique du Centre-Est, nos 43-1,‎ 1998 (ISSN 1777-5264, lire en ligne, consulté le 3 décembre 2023).

### Fonds d'archives
Fonds d'archives de « Marcel Lachiver (1934-2008) », sur FranceArchives (d) (consulté le 2 décembre 2023).
- Fonds : Cartes et plans ville et quartiers (1523-2002).  Cote : 2Fi1-311. Pontoise : Archives Municipales de Pontoise (présentation en ligne).
- Fonds : Viticulture - Marcel Lachiver - Vendanges à Pontoise - Ginglet - Vigne du Clos des Noyers (1700-2021).  Cote : 1 DHP 62. Pontoise : Service des archives de la commune (présentation en ligne).